# NGC 5919
NGC 5919 је елиптична галаксија у сазвежђу Змија која се налази на NGC листи објеката дубоког неба.
Деклинација објекта је + 7° 43' 11" а ректасцензија 15h 21m 36,8s. Привидна величина (магнитуда) објекта NGC 5919 износи 15,9 а фотографска магнитуда 16,9. NGC 5919 је још познат и под ознакама CGCG 94-144, NPM1G +07.0380, PGC 54826.